# Инан, Абдулкадир
Фатхелкадир Мустафиевич Сулейманов (баш. Фәтхелҡадир Мостафа улы Сөләймәнов), в эмиграции — Абдулкадир Инан (баш. Абдулҡадир Инан; 29 октября 1889, Сарыкульмяк, Пермская губерния — 26 июля 1976, Стамбул), — башкирский учёный, писатель, участник башкирского национально-освободительного движения.

## Биография
Фатхелкадир Сулейманов (в эмиграции взял псевдоним — Абдулкадир Инан) родился 29 октября 1889 года в башкирском селе Шигай (ныне Сарыкульмяк Кунашакского района Челябинской области). Отец Мустафа преподавал в медресе, а мать учёного — Закия, родившаяся в селе Булатово Аргаяшского района Челябинской области, имеет в своём родословном древе в качестве одного из предков Биккула Галикеева — соратника Салавата Юлаева, который, бежав после подавления пугачёвщины из родных мест (аул Билян Белокатайского района Башкортостана), основал на территории современного Аргаяшского района село Итбаево. Могила ишана Биккула Аликеева (Галикеева) сохранилась на кладбище деревни и до сих пор является местом поклонения мусульман.
Учился в школе при местной мечети, а затем в Челябинском мектебе Хакима-ахуна при Ак-мечети. Фатхелкадир Сулейманов учился в медресе «Расулия» в Троицке.

1913—1916 годы оказались наиболее творчески плодотворными в биографии писателя, стихи и статьи публиковались в троицкой газете «Вакыт» — «Вперёд», затем в Челябинске, Уфе и Стерлитамаке. Он публикуется под псевдонимом «Инан» («верую») и объясняет его так: 
«Я верую в три вещи. Первое — религия ислама, второе — наука, третье — великая тюркская нация. Фамилия Инан означает мою веру в эти три силы»

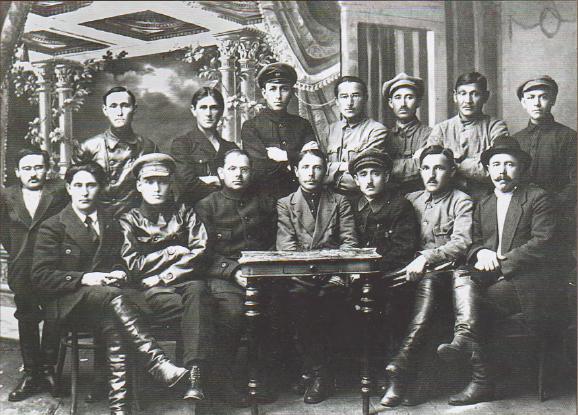
Члены Башкирского Правительства. Абдулкадир Инан — 2-й справа

После начала Первой мировой войны, его призвали на фронт. А после Февральской революции был избран солдатами Екатеринбургского гарнизона делегатом 2-го съезда рабочих, крестьянских и солдатских депутатов Урала. В первые годы после Октябрьской революции Абдулкадир Инан был активным участником башкирского национально-освободительного движения.
Весной 1918 года в качестве делегата от Метелевской волости (ныне с. Метелево Аргаяшского района Челябинской области) участвовал в работе съезда мусульман Урала, проходившего в Челябинске. После переезда правительства Башкирской республики из Оренбурга в Челябинск был назначен 18 июня 1918 главным редактором газеты Центрального башкирского шуро (совета) «Башкорт итфаки бюросынин мэхбире». В 1919—1920 гг в качестве члена Башкирского правительства принимал активное участие в государственном устройстве Башкирской республики, работал в Стерлитамаке, Уфе, Москве.
С апреля 1920 года Инан — член коллегии Государственного издательства Башкирской Автономной Советской Республики. Не согласившись с ограничением прав республики, в знак протеста против постановления ВЦИК и СНК РСФСР «О государственном устройстве Автономной Советской Башкирской Республики» от 19 мая 1920 года оставил свою должность и выехал в Среднюю Азию, затем в 1923 году вместе с Ахметзаки Валиди покинул Советскую Россию.

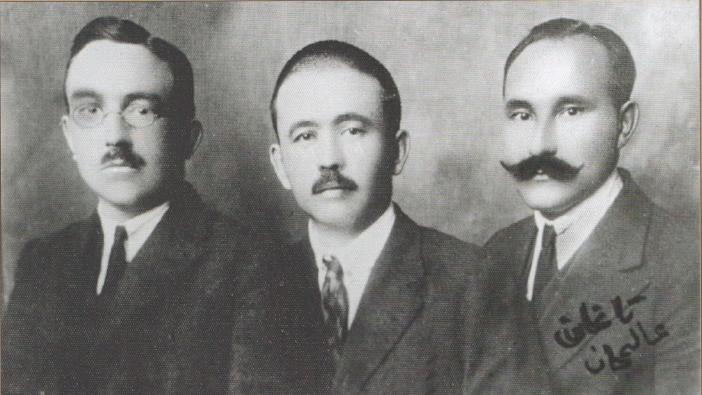
А. Валиди, А. Инан, Г. Таган. Будапешт, 1925.

После двухлетних блужданий в Афганистане, Иране, Индии и странах Европы, с 1925 года Инан остаётся в Турции, где проводит оставшуюся жизнь. Он работал в Институте тюркологии, в 1933—1944 гг. — в Турецком лингвистическом обществе, в 1955—1961 гг. — в Анкарском университете, в 1964—1971 гг. — в Институте турецкой культуры. Работал в Институте тюркологии в Стамбуле, в Турецком лингвистическом обществе, Департаменте религии, Институте культуры. В университете он преподавал алтайский, якутский, тувинский и хакасский языки. Будучи полиглотом, хорошо знал не только тюркские, но и арабский, немецкий и персидский языки. Работа с подлинниками на этих языках позволила ему достичь глубины исследований этнологии, народных традиций, устного народного творчества и домусульманских верований многих тюркских народов.

## Научная деятельность
Инан был тюркским энциклопедистом, он автор более 350 научных статей. Дал научный анализ и интерпретацию важнейших тюркских письменных памятников: «Кутадгу белек» Ю. Балагасунского, «Дивану лугат ат-тюрк» М. Кашгарского, «Китабе деде-и Коркут» («Книга моего деда Коркута»), половецкого словаря «Кодикус куманикус», «Чингиснаме», киргизского эпоса «Манас» и других.
За 60 с лишним лет своей научной деятельности создал более 300 фундаментальных работ по тюркской истории, этнографии, фольклору, языкознанию и литературоведению, философии. В произведениях Абдулкадира Инана «Башкорт моңо» («Тоска башкира»), «Акшан-батыр», «Монло тэн» («Унылая ночь») воспевается героическое прошлое башкирского народа. Историческая драма «Салауат батыр» («Салават-батыр») вошла в репертуар Башкирского театра драмы.
Его научные исследования были посвящены истории, этнологии и языкознанию тюркских народов, проблемам доисламских верований и распространению ислама в Урало-Поволжье и Сибири.

## Память
- На родине писателя Абдулкадира Инана в деревне Сарыкульмяк установлена мемориальная доска[5].